# Gontyniec
Gontyniec (192 m n.p.m.) – kulminacja pasma wzgórz morenowych Wysoczyzny Chodzieskiej, położona 5 km na zachód od Chodzieży, będąca najwyższym punktem Pojezierza Wielkopolskiego. 

## Nazwa
Według podań ludowych nazwa wywodzi się z czasów przedchrześcijańskich, od słowa gontyna – czyli od słowiańskiej budowli sakralnej.
Od nazwy wzgórza zaczerpnął nazwę Browar Gontyniec, z siedzibą w Chodzieży, właściciel m.in. marki piwa Gniewosz.

## Turystyka i obiekty
Na Gontyniec prowadzą urozmaicone szlaki turystyczne – czerwony i żółty z Chodzieży oraz żółty z Oleśnicy, dokąd dociera linia autobusowa nr 3 MPK Chodzież z chodzieskiego dworca. Na szczycie zlokalizowana jest metalowa przeciwpożarowa wieża obserwacyjna (tzw. dostrzegalnia) o wysokości 34 metrów (niedostępna dla turystów). Gestorem obiektu jest Nadleśnictwo Podanin. Obok czytelne są ślady po starej wieży triangulacyjnej. 

## Morfologia
Okolice Gontyńca charakteryzują się dużymi, jak na Wielkopolskę różnicami wysokości względnych, co przydaje szlakom i ścieżkom w okolicy podgórskiego charakteru. Od odległej o 7 km doliny Noteci Gontyniec jest wyższy o 150 m. Teren porastają lasy liściaste (w tym dąbrowy) i bory mieszane.

## Badania archeologiczne
W 2017 roku na wzgórzu przeprowadzono sondażowe badania archeologiczne. W trzech wykopach sondażowych natrafiono między innymi na krzemienne zabytki z okresu mezolitu, fragment krzemiennego sztyletu z wczesnej epoki brązu i fragment czekana kamiennego także z wczesnej epoki brązu. W sondażu B natrafiano ponadto na przepaloną ceramikę z okresu wpływów rzymskich, liczne fragmenty polepy i cztery dołki posłupowe mogące świadczyć o istnieniu w tym miejscu budynku drewnianego. W sondażu C zarejestrowano fragment ceramik wczesnośredniowiecznej. Uchwycone fakty osadnicze można łączyć chronologicznie z:
- mezolitem,
- wczesną epoką brązu,
- kulturą łużycką,
- okresem wpływów rzymskich,
- wczesnym średniowieczem.

Badania przeprowadzone były przez archeologów Piotra i Katarzynę Alagierskich, realizujących przy współpracy z Chodzieskim Domem Kultury projekt „Rozpoznanie Zasobów Dziedzictwa Kulturowego Ziemi Chodzieskiej”.

## Sport
Na szczycie oraz okolicznych ścieżkach leśnych odbywa się szereg imprez sportowych, m.in.:
- wyścigi MTB[3],
- biegi górskie:
- od 2021 roku Gontyniec Ultra Trail[4],
- od 2023 roku Gontyniec Celtic Trail[5].

Na terenie Chodzieży działa stowarzyszenie Powiatowe Zrzeszenie Sportowe "GONTYNIEC".